# Campeonato Europeo de Remo de 1907
El XV Campeonato Europeo de Remo se celebró en Estrasburgo (Francia) en 1907 bajo la organización de la Federación Internacional de Sociedades de Remo (FISA).
En total se disputaron cinco pruebas diferentes, todas ellas en la categoría masculina.

## Resultados

### Masculino
| Evento                 | Oro | Plata | Bronce               |
| ---------------------- | --- | --- | -------------------- |
| Scull individual M1X   | Gaston Delaplane Francia | Jozef Hermans · Bélgica | Erminio Dones Italia |
| Doble scull M2X        | Emilio Sacchini Erminio Dones Italia | Daniël Clarembaux · Jozef Hermans · Bélgica | Alsacia y Lorena     |
| Dos con timonel M2+    | Guillaume Visser · Urbain Molmans · Rodolphe Colpaert (t) · Bélgica | Giuseppe Sinigaglia Annibale Beretta Ninetto Cetti (t) Italia | Alsacia y Lorena     |
| Cuatro con timonel M4+ | Guillaume Visser · Alphonse Van Roy · Rodolphe Meyvaert · Urbain Molmans · Rodolphe Colpaert (t) · Bélgica                                                                           | Ettore Sansoni Mario Albertini Giacomo Bellinzoni Corrado Malaspina Antonio Mazzola (t) Italia                                                                     | Italia               |
| Ocho con timonel M8+   | Rodolphe Poma · Oscar De Somville · Polydore Veirman · François Vergucht · Georges Mys · Stanislas Kowalski · Marcel Morimont · Oscar Taelman · Raphael Van der Waeren (t) · Bélgica | Giovanni Brunialti Alberto Del Nunzio Archimede De Gregori Alfredo Tuzi Armando Garroni Guido De Cupis Carlo Gigliesi Alfonso Serventi Domenico Romizzi (t) Italia | Francia              |

## Medallero
| Núm. | País             | Oro | Plata | Bronce | Total |
| ---- | ---------------- | --- | ----- | ------ | ----- |
| 1    | Bélgica          | 3   | 2     | 0      | 5     |
| 2    | Italia           | 1   | 3     | 2      | 6     |
| 3    | Francia          | 1   | 0     | 1      | 2     |
| 4    | Alsacia y Lorena | 0   | 0     | 2      | 2     |
|      | TOTAL            | 5   | 5     | 5      | 15    |